# Evakueringen af Tham Luang-grotten
Evakueringen af Tham Luang-grotten var en begivenhed i 2018. Her blev tolv thailandske fodboldspillere i alderen 11-16 år og deres træner reddet ud af Tham Luang-grotten i Chiang Rai-provinsen i det nordlige Thailand. De var blevet spærret inde på grund af tidlig kraftig monsunregn, der oversvømmede grotten. Grotten er beliggende nær grænsen til Myanmar (Burma), ca. 1000 km nord for hovedstaden Bangkok. Den efterfølgende redningsaktion, hvor drengene blev fundet og evakueret, blev fulgt over det meste af verden.

## Tham Luang-grotten
Tham Luang Nang Non er med sit mindst 10 kilometer lange kompleks af delvist uudforskede gange, Thailands længste hule. Den ligger i bjerget Doi Nang Non på grænsen til Myanmar. Nang Non (ung pige Non) er navnet på en mytisk prinsesse, som både hule og bjerg er opkaldt efter. De lokale tror, at prinsessens ånd vogter hulen, der betragtes som en helligdom. Besøgende tænder levende lys ved grottens indgang og sætter røgelsespinde foran figuren Jao Mae Nang Non (Liggende gudinde ung pige Non).

## Forhistorien
No-pparat Khanthavong, den 37-årige træner for fodboldklubben Wild Boars (dansk: Vildsvinene, thai: Moo Pa), havde en aftale om morgenen den 23. juni, 2018 og bad derfor sin 22-årige assistent, Ekapol Chanthawong, kaldet Eak, om at tage holdet med drenge under 16 år til en fodboldbane ved Doi Nang Non-bjerget, et kuperet område med mange vandfald og huler, på grænsen til Myanmar (Burma). Eak var træner for de yngste drenge og han skulle køre bagerst på cykelturen derud, så han kunne holde øje med drengene. Som de fleste andre unge thailandske mænd, havde Eak tilbragt en tid som buddhistisk munk i tre år, før han blev assistenttræner i Wild Boars. Han mistede sine forældre i 10 års alderen og var uddannet som munk. Han forlod klosteret for at passe sin aldrende bedstemor i byen Mae Sai, hvor han tillige brugte tid med at hjælpe i templet og træne det nyetablerede Wild Boars-fodboldhold. Mens Eak var munk, havde han tilbragt tid i huler for at meditere. Han var vellidt af alle og en god inspiration og han lærte drengene at tage vare på sig selv. Han havde tidligere taget dem med i Tham Luang Nang Non-grotten, der var tør nok at vandre i uden for regntiden, der først begyndte i juli måned. Ved indgangen til hulen stod et advarselsskilt om, at juli til november er sæson for oversvømmelser.
Efter træningen den lørdag ville drengene gerne besøge Nang Non-hulen på hjemturen; bare et kort besøg på en times tid. Ek fulgte efter. Mens de var inde i grotten, begyndte et kraftigt regnvejr, hvilket resulterede i en stærk strøm af vand gennem hulegangene. Ek fortalte drengene, at de skulle dæmme op for vandet med en stenvæg, men dæmningen fungerede ikke, vandet kom alt for hurtigt og kraftigt. De måtte søge dybere ind i hulegangene. Drengene begyndte at gå i panik, men Ek beroligede dem og forsøgte at finde en anden vej ud af hulen.
No-pparat vidste, at Ek ville tage sig godt af drengene; han ville endda følge dem til og fra hjemmet, hvis deres forældre ikke havde mulighed for det. Han betragtede dem som sin egen familie. No-pparat var sikker på, at det ville være en lærerig oplevelse for Ek at styre drengene alene, mens han selv var sammen med de ældre Wild Boars til en kamp. Da han tjekkede sin telefon ved 19-tiden, var der mindst 20 opkald fra bekymrede forældre, hvis sønner ikke var kommet hjem. Han ringede straks til både Ek og et antal af drengene men fik kun forbindelse med Songpol Kanthawong, et 13-årigt medlem af holdet, hvis mor havde hentet ham efter fodboldtræningen. Songpol fortalte, at holdet ville tage i Tham Luang-hulerne. No-pparit kørte derop og fandt de parkerede cykler og efterladte fodboldsko ved indgangen. Han råbte »Ek! Ek! Ek!« Der kom intet svar.

## Eftersøgningen
De lokale vidste ikke, om hele det mindst 10 kilometer lange Tham Luang Nang Non hulekompleks blev oversvømmet i regntiden, men de vidste, at flodvandet stod højt i området omkring klipperne, når der havde været kraftigt nedbør i nogle dage. Selv om monsunen normalt først kommer i begyndelsen af juli måned, medførte et kraftigt regnvejr den 23. juni, at hulegangene hurtigt blev fyldt med mudret vand. Efter seniortræneren, No-pparat Khanthavong, fandt de 12 Wild Boars – drenge under 16 – fodboldspilleres og assistenttrænerens cykler parkeret ved hulens indgang i 1. kammer, begyndte en større eftersøgning, mens den kraftige regn fortsatte. Et stykke inde i hulegangen fandt man fod- og håndaftryk, som man mente stammede fra drengene, hvorfor man formodede, at de angiveligt var blevet fanget af vandmasserne længere inde i det krogede gangsystem og afskåret fra indgangsområdet.

### Lokale og Navy SEALs søger i hulen
Mens drengenes pårørende samledes udenfor hulen, fik de lokale nationalparkbetjente og politiet hurtigt hjælp fra medlemmer af Thai Navy SEALs, der mødte op med dykkerudstyr og trykflasker. Mens de pårørende bad og ofrede ved interimistisk opsatte altre, fortsatte SEAL-dykkerne længere ind i grotten, hvor vandet fortsat steg højere. Man havde en formodning om, at drengene ville søge tilflugt i "Pattaya Beach", et højtliggende område med en luftlomme, omkring tre kilometer inde i gangsystemet. Da dykkerne nåede frem til stedet, hvor hulegangen deles i to lange tværgående arme, det såkaldte T-kryds "Sam Yeak", fandt man nogle af drengenes tasker. Samtidig steg vandet meget og var så mudret, med ringe sigtbarhed – det blev sammenlignet med at dykke i caffe latte – at man måtte opgive at komme videre, før det blev muligt at pumpe vand ud af grotten. Redderne blev trængt tilbage til indgangen (1. kammer) den 26. juni. Chiang Rais guvernør, Passakorn Bunyalak, ledte redningsaktionen og sagde på et pressemøde, at man var sikker på, at drengene stadig var i sikkerhed inde i hulen; der var intet, der tydede på andet. Men at komme længere ind krævede masser af ilt og specielle dykkeregenskaber, hvilket også kunne vanskeliggøre en evakuering, når drengene blev fundet. Først gjaldt det om at bringe mad ind til dem, og de skulle måske lære det mest basale om scuba-dykning for at komme ud.

### Udenlandske dykkere kommer til
Mellem tre og fire kilometer inde i hulegangene havde assistenttræner Ek fundet en flere meter høj, skrånende tør sandbanke i en større grotte, hvor drengene kunne søge tilflugt fra de stigende vandmasser. Han fortalte drengene, at de skulle forholde sig i ro, så de sparede energi. Hvis de var tørstige, sagde Ek, at de kunne tænde en lygte og finde en drypstens stalaktit og drikke det vand, der dryppede ned. Der var køligt i hulen, og drengene var sultne. Egentligt skulle de have fejret en fødselsdag med snacks, men de havde ingen mad med ind, hvor de var nu. Nogle af dem kunne ikke sove på grund af sult, så dem krammede Ek, indtil de fandt ro og faldt i søvn. Ek mediterede også med dem, så de kunne finde ro. I mørket mistede de fornemmelsen af, om det var dag eller nat.
Da Vern Unsworth, en brite der bor i Chiang Rai, blev klar over, hvor svær eftersøgningen var, afleverede han en håndskreven besked med teksten: "Tiden løber ud! 1. Rob Harper 2. Rick Stanton 3. John Volamthen. De er verdens bedste hule-dykkere. Venligst kontakt dem gennem UKs ambassade, hurtigst muligt" (oversat fra engelsk). Unswort havde selv udforsket Tham Luang Nang Non-grotten og var bekendt med mange af gangene, og han kunne se en forestående katastrofe, da han kontaktede sine venner i England fra Derbyshire Cave Rescue Organisation, DCRO (dansk, Derbyshire Huleredningsorganisation).
Flere end 30 amerikanske soldater fra Pacific Command ankom den 27. juni blandt andre overlevelseseksperter og de tre britiske huleeksperter, som Vern Unsworth havde skaffet kontakt til. I alt deltog flere end tusinde mennesker i aktionen, udover Thailand kom de fra Australien, Danmark (to frivillige dykkere), Japan, Kina, Laos, Myanmar (Burma), Storbritannien og USA.

### Redning af arbejdere
På femtedagen var Tham Luang grotten oversvømmet efter 2. kammer, så redningsarbejderne blev tvunget tilbage til det store indgangskammer, omtalt som 1. kammer. De tre britiske huleredningseksperter var netop ankommet og to af dem, Rick Stanton og John Volanthen, foretog et rekognosceringsdyk til 3. kammer, der nu var afskåret på grund af vandmasserne. Den næste dag, den 28. juni, redningsaktionen 6. dag, dykkede Stanton og Volanthen gennem tre korte sumpe ind i 3. kammer. Da de steg op over vandoverfladen, blev de klar, at der var mennesker. Først troede de, at de havde fundet de forsvundne fodbolddrenge, men de indså snart, at personerne var ældre, og der kun var fire. De viste sig at være vandforsyningsmedarbejdere, der havde været fanget bag vandmasserne i 3. kammer i mindst 24 timer, uden at være meldt savnede. Situationen forværredes af, at der ingen kommunikationsmulighed var til omverdenen, og ingen vidste om kammeret ville blive fuldstændigt fyldt med vand. Desuden var det ved at blive forurenet af dieselolie, efter en stor vandpumpe var blevet oversvømmet.
De to dykkere var kommet i en helt uventet situation og måtte hurtigt finde på en metode til at få de fire indespærrede mænd ud gennem de tre sumpe og omkring 700 meter mere åben passage frem til indgangskammeret. Sumpene var heldigvis korte, omkring 10 meter lange og mindre end fem meter dybe, desuden var vandet forholdsvis varmt. Planen var temmelig enkel. Begge dykkere havde dobbelt sidemonterede trykflasker og derfor to luftventiler, så de ville på skift eskortere én person ad gangen, der lånte den anden dykkers maske. Operationen blev gentaget for hver af de tre sumpe. Den største risiko var, hvis mændene gik i panik på grund af den uvante situation i mudret flodvand med stærk strøm og dermed kunne beskadige udstyret eller dykkeren. Heldigvis forløb redningen som planlagt, og alle fire mænd kom sikkert ud. Stanton havde tidligere været involveret i redning af seks grotteudforskere i Mexico. Historien om de fire redningsarbejde kom først frem efter evakueringen var overstået, da Rick Stanton holdt et foredrag ved Hidden Earth 2018 (dansk, Skjulte Jord) i Britiske Huleforskerers Forening (engelsk, British Cave Research Association) i North Somerset i september måned.
En af arbejderne fortalte efterfølgende til den thailandske avis, Khaosod, at det var på tredjedagen, at de britiske dykkere fandt dem og improviserede en redning, hvor de først brugte en halv time på at give de fire mænd et lynkursus i dykning. De fire mænd var blandt de første grupper, der hastigt ankom, inden redningsaktionen blev ordentligt organiseret. De havde sovet i det store 3.kammer, og da de vågnede, var hulen halvt oversvømmet, og indgangen blokeret af vand. »Jeg skylder virkeligt de to dykkere mit liv,« sagde han, »det samme gør de tre andre.«

### Aktionens udfordringer
Vandmasser i hulegangenge og regnvejr var de største udfordringer. Det naturlige dræn fra hulen var ca. fem kubikmeter i minuttet, mens der kunne løbe 25 kubikmeter regnvand ind på et minut. Blot 10 millimeter nedbør om dagen blev beregnet som 40.000 kubikmeter yderligere vand sivende ned gennem sprækker og huller i hulens gangsystem – svarende til at fylde 16 olympiske svømmebassiner – lidt mere end de tre kraftige højtrykspumper med en kapacitet på 1,6 millioner liter i timen (1.600 m³) kunne klare. Tillige flød grundvand, der pludseligt kunne stige hastigt, ind fra bjergmassivet, hvorfor der blev brugt yderlige to sæt grundvandspumper, der kunne håndtere henholdsvis 150.000 og 200.000 liter vand i timen (i alt 350 m³). En dæmning ved Huai Nam Dan kunne med succes begrænse flodvandindstrømningen med op til 50 procent, svarende til 13.000 kubikmeter. Meget af det udpumpede vand oversvømmede de omkringliggende rismarker på et par tusinde hektar – opgjort som 16.000 rai, svarende til 2240 hektar – hvor den kommende høst kunne blive skadet. Men selv om det efterhånden lykkedes at reducere vandstanden i hulen med omkring 1 centimeter i timen, var kampen mod naturen et sisyfosarbejde med ny kraftig monsunregn i vente. Derfor søgtes der også efter alternative muligheder.
En lang række eksperter, herunder geografer, geologer og hydrologer ledte efter andre mulige veje ind i Tham Luang-hulens netværk af gange, der kun var delvist udforsket. United States Air Force assisterede med at skaffe data om bjergmassivet over grotten. Boreudstyr ankom og stod standby, mens lovende skakter ned i bjerget blev undersøgt, men de fleste førte ikke langt nok ned. Droner med infrarøde kameraer søgte også efter mulige steder at bore. Specialtrænede hunde, såkaldte "sniffer dogs", hjalp i søgningen efter mulige åbninger og sprækker i bjergmassivet, og fra det sydlige Thailand kom fugleredesamlere, der var vant til at klatre på lodrette klipper. Olieboringseksperter og mineraloger mente, at hvis ikke man stødte på uforudsete forhindringer, kunne der bores omkring 100 meter i døgnet. At bore sig ind i grotten, enten lige over midten af gangsystemet, eller endnu længere inde i hulen end "Pattaya Beach", blev anset som muligheder.
Farerne ved at dykke i det mudrede vand med ringe sigtbarhed var kraftig strøm og skarpe klipper, der kunne spidde dykkerne, så enhver bevægelse fremad måtte nøje beregnes. Det lykkedes atter at komme frem til T-krydset og installere et guidende reb, så dykkerne kunne finde vej ved at følge rebet samt stille ekstra luftbeholdere langs ruten. Der blev oprettet en hovedlejr i 3. kammer. Men selv når drengene blev fundet i live, ville det blive en kompliceret opgave at få dem ud. Kunne de dykke gennem de oversvømmede tunneller, eller kunne de blive løftet ud gennem en af de skakter, som man forsøgte at finde eller bore ind i hulen, eller måtte de vente til vandstanden i gangene faldt, så de kunne gå ud? Dertil kom spørgsmål om drengenes mentale tilstand, og om hvordan deres helbred var efter adskillige dage i hulen uden mad. Huleredningsopgaver er møjsommelige, de kan tage lang tid, og når man har fundet de indespærrede, som er det første skridt, først da begynder den egentlige redningsopgave.

### De 13 indespærrede bliver fundet
Drengene og deres træner blev efter ni dages eftersøgning fundet af de to britiske hulerednings eksperter den 2. juli omkring fire kilometer inde i hulesystemet. John Volamthen og Rick Stanton var fortsat videre fra "Pattaya Beach", et forventet tørt område, hvor man mente, at drengene havde søgt tilflugt. De to huledykkeres udstyr var specialiseret til snævre passager og fyldte mindre end mange af de andre dykkeres. Passagen videre gennem den vandfyldte tunnel var dog mere besværlig, end noget de tidligere havde prøvet, trods deres erfaring fra adskillige steder i verden og flere succesfulde huleredninger. Deres metode var, at når de svømmede langs en undervandspassage, hvor der var luftrum ved overfladen, dykkede de ud og og råbte – og også lugtede om der var nogen – og det var der pludselig, dykkerne kunne lugte drengene. Der var et tørt område på begge sider af luftlommen, og Volamthen og Stanton var allerede oppe på den ene side og havde afmonteret noget af deres dykkerudstyr, da drengene dukkede frem på den modsatte side, hvor de havde siddet længere oppe, skjult bag et klippefremspring. På den efterfølgende verdenskendte videooptagelse, som Thai Navy SEALs delte senere samme dag, hører man som det første Volamthen spørge: »Hvor mange er I?« Stanton havde allerede talt dem. »Utroligt, de var der alle tretten,« fortalte han senere til nyhedsmedierne, »og de havde stadig lys, efter næsten ni døgn, og så ud til at være i god behold«. Volamthen og Stanton efterlod noget af deres lys, og på vej tilbage var deres eneste tanke: "Hvordan får vi dem ud..?"

### Tidslinje
- 23. juni: Parkbetjente søger efter de 12 fodbolddrenge og deres træner.
- 24. juni: Lokale redningsfolk begynder at dykke i hulen.
- 25. juni: Royal Thai Navy SEALs kommer til, sprænger en væg-sektion bort og dykker i det mudrede vand.
Mad og snacks bliver kastet ned i skakter fra bjerget over hulen, da lokale mener at de muligvis fører derned.
Trænede dykkere tilslutter sig eftersøgningen sammen med udenlandske hule-eksperter.
- 26. juni: Pumper bliver installeret for at reducere vandhøjden, der er den største forhindring for dykkerne.
En dykker-robot og en drone bliver del af udstyret.
Henved 1.000 soldater mobiliseres til at gennemsøge området.
Thailands bedste dykker-trænere tilslutter sig eftersøgningen.
SEALs når frem til T-krydset men må opgive og vender tilbage til indgangen på grund af stigende vand.
- 27. juni: SEALs har mulighed for arbejde hele dagen.
Vandpumperne begynder at have en virkning men bliver overbelastede af ny kraftig nedbør.
Redningsarbejderne søger efter skakter, der kan føre ned til hulegangene.
Amerikanske dykkere og tre britiske hule-eksperter ankommer til redningsaktionen.
- 28. juni: Avancerede droner med infrarøde kameraer undersøger området over hulen for mulige steder, der kan bores ned til hulesystemet.
Boreudstyr ankommer og står stand-by.
Vandpumperne døjer med at følge med stigende oversvømmelser, da regnen fortsætter.
Der bores ind i nærheden af hulen i forsøg på at lede vand ud.
Redningsholdene får hjælp af special hunde (sniffer dogs).
- 29. juni: Politiets faldskærmstropper klatrer sammen med udenlandske eksperter ned i en lovende skat i søgen efter en huleindgang.
SEALs når atter frem til 3. kammer.
Vandpumperne fungerer effektivt.
- 30. juni: En base etableres i 3. kammer.
SEALs når halvvejs frem til T-krydset, mens de installerer et reb samt stiller reserveluftbeholdere for hver 25 meter.
Fugleredesamlere ankommer for at undersøge de lodrette skakter[16].
- 1. juli: SEALs når atter frem til T-krydset.
Der oprettes en base i grottens 3. kammer.
- 2. juli: Drengene og deres træner bliver fundet af to britiske huledykkere men længere inde i gangene end "Pattaya Beach".

Kilder: Nation Graphics 30. juni, Nation Graphics 2. juli samt AFP, Reuters og Ritzau

## Redningsaktionen
Da de 12 fodbolddrenge og deres træner fra Moo Pa (Vildsvinene) fodboldholdet var fundet i Tham Luang Nang Non-grotten den 2. juli, dykkede tre Thai Navy SEALs og en militærlæge ind og blev sammen med dem, indtil redningsaktionen var forbi. Doktor Pak Loharnchun fortalte, at han blev imponeret over drengenes optimisme og gode humør på trods af krisesituationen. Drengene fortalte, at efter de var blevet indespærret, havde de – på trods af at de ikke havde noget at spise – hver dag brugt klippestumper til at hakke for at finde vej ud. Hullet, de havde gravet, var ret dybt - omkring fem meter. Der var disciplin i gruppen, de samlede for eksempel deres affald og anbragte det i en sort sæk. De 11-16 årige drenge lyttede også til Ek, den 25-årige træner, og fulgte hans instruktioner. Han fortalte dem, at de ikke måtte samle noget op eller fjerne noget fra hulen. Dr. Pak bemærkede allerede fra sin første dag sammen med de indespærrede, at Ek sørgede for, at drengene spiste først, og han gav dem normalt også sin ration. Lægen var sikker på, at træneren havde taget sig fremragende af drengene, også før de blev fundet, da deres mentale og fysiske tilstand var langt bedre, end han havde forventet.

### Redningsmuligheder
Den første opgave var at bringe mad, vand, varmetæpper (alufolietæpper) og medicinsk førstehjælp ind til de indespærrede drenge.
Ifølge verdens førende eksperter i huledykning, gjorde forholdene og udfordringerne Tham Luang-missionen til en af de hårdeste huleredningsoperationer, ikke kun i Thailand men i hele verden. De første store hindringer. redningsholdet stod overfor, var det fjendtlige miljø inde i hulen og kompleksiteten af topografien. Redningsholdet manglede detaljerede data om hulesystemets geografi, som aldring var blevet grundigt undersøgt. Ved operationens start var der ikke engang et præcist kort til rådighed. Holdet i grotten, der bestod af udenlandske huledykkere og Thai Navy SEALs, havde brug for at kommunikere i dybt vand med nærmest ingen sigtbarhed, samtidig med at de skulle kæmpe sig gennem smalle gange og andre forhindringer i et miljø med lavt iltindhold. SEALs teamet, der var ansvarlig for operationerne, manglede ordentligt udstyr til huledykning, da man anvendte luftbeholdere, der var beregnet til havdykning, hvilket er SEALs egentlige opgave. Huledykning kræver mere avanceret udstyr og andre færdigheder og er langt mere farligt end almindelig dykning i havet.
Samtidig havde aktionens ledelse udfordringer med at styre op til 7.000 deltagere fra 337 forskellige organisationer, der alle skulle arbejde sammen omkring en ekstremt vanskelig opgave, hvor en enkelt fejl i værste fald kunne medføre en katastrofe. Et kerneelement i evakueringen blev bestræbelser på at dræne oversvømmelserne for derved at skabe en mere sikker udgang for de indespærrede drenge.
Det var nærmest en umulig mission at reducere vandstanden i hulegangene, der var den mest afgørende opgav, for at få de strandede fodboldspillere ud af hulen samme vej, som de var kommet ind. Redningsholdene forsøgte derfor at finde andre og måske mere sikrere metoder til at få børnene ud i stedet for at kæmpe en håbløs kamp mod naturen. Det tidligere forsøg med at bore vej ind til hulens fjerne ende, det var et stykke længere inde i gangsystemet end der, hvor drengene blev fundet, blev genoptaget, da det var langt nok væk fra drengene til at være sikkert nok at bore ind, og tæt nok på til at være en redningsmulighed.
Andre teams gennemsøgte bakkerne over hulen for naturlige skakthuller, der kunne være tæt på stedet, hvor gruppen var fanget. Den 6. juli fandt en lokal grænsepatrulje indgangen til en ny skakt, der var omkring en meter bred og angiveligt 80-100 meter dyb, kun 150-200 meter fra den position, hvor drengene befandt sig. Hvis skakten førte helt ind i hulen, ville den være en meget nemmere og mindre farlig måde at evakuere drengene på. De tilkaldte fugleredesamlere og andre eksperter i bjergklatring fandt imidlertid ingen åbninger, der førte helt ind til hulen.
Ud over forsyning af basal mad og proteinbarer samt nødvendig førstehjælp var det planen at gøre tilflugtsstedet til en lejr, hvor børnene og det hold af dykkere og læge, der skulle blive sammen med dem, kunne opholde sig noget mere behageligt i måske fire måneder – de kunne måske først komme ud, efter monsunregnen var ophørt – samtidig med de fik dykkertræning. Redningsplanens hovedfokus var fortsat på at pumpe vand nok ud af hulen til. at drengene kunne komme sikkert ud uden at skulle dykke i flere timer. Vandniveauerne syntes ikke at falde nok, og prognosen for mere nedbør truede operationen yderligere.

### Problemer med ilt i hulen
Under forberedelserne til en redningsaktion omkom en frivillig tidl. thai navy SEAL-dykker, Saman Gunan, den 6. juli, mens han arbejdede med forsyning af trykflasker til at sikre luftforsyning til dykkerne. Dødsfaldet understregede de intense risici, der var forbundet med missionen, men SEAL-kommandøren insisterede på, at redningsarbejdet fortsatte nonstop, indtil opgaven blev fuldført.
Da Dr. Renie Guilliod, medicinsk direktør for hyperbarisk medicin ved Institut for Motion og Miljømedicin i Dallas, USA, hørte om ulykken, sendte han en e-mail til guvernøren i Chiang Rai. Ingen havde nævnt luftkvaliteten, som var nede på 15% ilt, hvor indholdet normalt vil være 20-21 procent under ordentligt ventilerede forhold. Når iltindholdet er så lavt, stiger kuldioxidniveauet med mindst 5 procent, hvilket ikke blot medfører hypoxi (en tilstand af iltmangel), fordi det påvirker transporten af ilt til kroppens væv, men tilstanden er tillige meget giftig. Guilliod, der tillige er fakultetsmedlem af UT Southwestern Medical Center blev vejleder for Thai Navy SEAL. Han foreslog et sæt løsninger til at standse stigningen i kuldioxid, dels hvordan man indånder mindre, og dels hvordan man reducerer niveauerne inde i hulen. Begrænsning af drengenes fysiske aktivitet var afgørende, fordi jo mere de indånder, jo mere vil kuldioxidniveauet stige. Skulle redningsaktionen komme til at vare længere end et par dage, måtte kuldioxidniveauet reduceres, hvilket kunne gøres ved indsprøjtning af ilt gennem en slange, for at øge procentdelen af ilt, dog højst til 24 procent, eller ved at placere planter og lys i hulen og derved øge iltniveauet gennem fotosyntese. Det sidste kunne være en permanent løsning, hvis de indespærrede skulle blive i hulen i flere uger.

### Forberedelser til redningsaktionen
Missionen var "absolut liv og død", og huledykkerspecialisterne var usikre på, om de ville være i stand til med succes at redde alle 12 drenge og deres træner ud. De to australske dykkere på holdet, Craig Challen og narkoselægen, dr. Richard Harris, sagde efter hjemkomsten, at de blevet var lovet diplomatisk immunitet inden redningen i tilfælde af, at det ikke lykkedes. Udfordringerne var så alvorlige, at det britiske huleredningshold på et tidspunkt sagde, at redningsaktionen var upraktisk. Med velorganiseret og fleksibel styring fra ledelsen og evnen til at tilpasse sig de aktuelle situationer, kunne redningsholdet mindske problemerne i denne tilsyneladende "umulige mission" (eng. "mission impossible"). Også Thai Navy SEALs viste, at de kunne tilpasse sig situationen med det udstyr og de ressourcer, de havde til rådighed, så det britiske huledykkerhold besluttede at fortsætte.
Den 7. juli var vandstanden i hulen faldet betydeligt, men et nyt skybrud truede. Den 8. juli vurderede redningsholdet, at drenge ville være i stand til at dykke ud, efter de i flere dage var blevet undervist i svømning og brug af helmaske under dykning. Forholdene i hulen var meget ugunstige at dykke i dels mudret vand uden sigtbarhed, steder med stærk strøm samt smalle passager, hvor en dykker ikke kunne have luftflaskerne på ryggen men måtte skubbe dem foran sig. Vejrudsigten med optræk til kraftig monsunregn fra den 10. juli blev medvirkende til, at dykning måtte blive løsningen.
Turen ud fra stedet, hvor drengene var indespærret, var ikke farlig for dykkerne, men det var den til gengæld for børnene. De skulle derfor bedøves til et punkt, hvor de ikke vidste, hvad der foregik, for at forhindre dem i at gå i panik, når dykkerne skulle lede dem gennem de smalleste passager. En paniksituation kunne i værste fald ikke bare kunne slå drengene ihjel men muligvis også dræbe redningsmanden. Derfor trænede dykkerne over jorden i et nærliggende svømmebassin med lokale børn, iført våddragt, flydevest og helmaske. Især de smalle passager (ned til 38 cm i højden og lidt over en meter brede) ville være særligt udfordrende, da man kun kunne finde vejen igennem ved at ramme mod klipperne. Dykkerne var sikre på, at de kunne få drengen med ud, men de var ikke sikre på, at han ville være i live. Hvis de ramte klippevæggen lidt for hårdt, og det ødelagde masken, eller bare lukkede vand ind, var det slut (oversat fra engelsk: "he was a goner"). Det var ikke muligt at medbringe reserveudstyr, det var den maske eller ingenting.
En dykkertank kunne holde til 200 meter, men alene afstanden fra 3. kammer til Pattayan Beach var adskillige hundrede meter. Undervands-huleredningsaktioner er meget sjældne, og ingen havde nogensinde tidligere prøvet at få 13 personer evakueret 2,4 kilometer inde fra jorden og ud, fortalte US Mission Commander, major Charles Hodges, og US Dive Operations Commander, master sergeant Derek Anderson til ABC News. Først troede de slet ikke, at det ville være muligt, men da der ikke fandtes andre indgangsveje til hulen, blev det eneste mulige løsning, selv om risikoniveauet var utroligt højt med kun 60-70% chance for succes, og forventede dødsfald på tre til fire, måske fem. Den australske huledykker, Craig Challen, forklarede, at der først skulle dykkes, derefter skulle barnet lægges på en båre og bæres over et tørt område, og igen et dyk og derefter henholdsvis flyde båren og bære den. Vandet kunne være nogenlunde sigtbart for de første dykkere på vej ind men på tilbagevejen, efter adskillige dykkere havde været igennem og hvirvlet mudder fra bunden op, var der ingen sigtbarhed. Det kunne tage flere minutter at passere bare en enkelt forhindring på vej ud. Man kunne kun finde vej ved, at dykkerens hoved ramte klippevæggen, og man skulle man passe på, at det var dykkerens hoved og ikke barnets samt prøve at huske, hvordan vejen var. Men man kunne ikke huske det hele, så guide-rebet var afgørende for at finde ud, hvis man mistede grebet om det, var man fortabt, indtil man genfandt det.
Dr. Richard Harris, der både var narkoselæge i Adelaide, Australien, og huledykker havde mere end 30-års dykkererfaring og tidligere hentet ofre op fra huler. I de seneste år havde han været involveret i huledykningsekspeditioner i Australien, Kina, Christmas Island og New Zealand. Han havde desuden en aktiv interesse i dykkersikkerhed og ulykkesundersøgelse. Dr. Harris skulle medicinsk bedøve hver enkelt af drengene inde i hulen før redningsaktionen. Turen ud ville imidlertid vare mindst tre timer, mens den milde bedøvelse kun kunne holde en time. Derfor måtte dr. Harris lære de andre dykkere, der skulle føre drengene ud, hvordan de undervejs kunne administrere de farlige anæstetiske lægemidler og vedligeholde bedøvelsen af børnene.
Det var planen, at de stærkeste af de indespærrede drenge skulle bringes først ud fra grotten, fordi de ville have større chance for at klare turen ud til sikkerhed, mens de andre kunne blive tilbage og opbygge mere styrke. De britiske redningsdykkere, der ledede selve operationen, bad imidlertid Dr. Harris om at tjekke børnene. Beslutningen, om hvem af drengene, der skulle ud først, blev revideret efter, at Dr. Harris' sundhedsvurdering viste, at nogle af de svagere drenge måske ikke ville overleve, hvis de blev meget længere i hulen. 13-årige Mongkol Boonpiem, Mark, var i en kritisk tilstand og havde brug for akut evakuering. 14-årige Nattawoot Thakamsai, Tern, led af astma, og hans forældre havde allerede mistet en datter, der døde af kræft allerede som baby. Desuden anså Dr. Harris, at både 15-årige Prajak Sutham, Note, og 15-årige Pipat Pho, Nick, skulle med ud i første etape, hvor man ville evakuere fire drenge.

### Redningsaktionens tre faser
1. fase begyndte om morgenen den 8. juli, hvor lederen af redningsaktionen, Chiang Rais guvernør Narongsak Osotthanakorn (1965-2023), meddelte til medierne, at en redningsoperation var nært forestående på grund af truslen om forventet kraftig regn senere på ugen, der kunne medføre oversvømmelse af hulen indtil oktober. Tretten redningsdykkere blev sendt ind i hulesystemet for at hente drengene ud, ved at to dykkere eskorterede hver enkelt dreng. Det var forventet, at dykkerne skulle bruge 11 timer på turen – seks timer ind imod vandstrømmen, og fem timer ud med strømmen – så drengene kunne begynde at komme ud omkring 11 timer senere. Myndighederne havde dog nævnt, at redningen kunne komme til vare flere dage. Redningsarbejdere forklarede, at lave vandniveauer reducerede den tid, de brugte for at nå fra frem til de indespærrede. Kort efter kl.19 fortalte lokale embedsmænd forskellige medier, at to drenge var blevet reddet fra hulen og flyttet til Chiang Rai Hospital. Kort efter kom endnu to ud, så i alt fire drenge var reddet og allerede tjekket af et lægehold på stedet. Guvernøren sagde på det efterfølgende pressemøde, at »operationen havde været mere succesfuld, end vi forventede.«
Under redningsaktionen bar drengene fuld ansigtsdykkermaske under dykning, hvor to britiske grotteredningseksperter fulgte hver dreng, en foran med lufttanke og en fæstningsline til drengen, og en bagved. Specialdykkerteamet bestod af 10 britiske dykkere og tre teknikere samt fem Thai Navy SEAL-dykkere. Det vekslede mellem besværlige dyk og smalle passager til områder med lavt vand eller næsten tørlagte men stadig mudderglatte klipper og 45° stejle stigninger. Her blev drengene transporteret fastspændt på en båre. Hele strækningen fra fundsted til grottens indgang var omkring tre kilometer. Yderligere 90 dykkere, 50 udenlandske (inklusive to danskere) og 40 thaier udgjorde den menneskekæde, der skulle til for at transportere drengene. Nogle dykkere bar 46 kg udstyr for at færge kommunikationsudstyr og ekstra lufttanke ind, i alt blev der flyttet omkring 20 tons udrustning. Kun hulespecialisternes dykkerudstyr var småt nok til at komme gennem den mindste passage (38 cm høj og ca. 1 meter bred) ved såkaldte "Pattaya Beach", hvorfra der var yderligere nogle hundrede meter til den tørre sandbanke, drengene og deres træner var strandet på.
2. fase gik i gang dagen efter, den 9. juli klokken 11 (lokal tid), efter luftflasker var blevet genfyldt og placeret i hulegangene, hvor yderligere fire af de i alt 12 fodbolddrenge og deres træner skulle bringes ud af hulen. Det blev samme team fra dagen før, der stod for redningen. 13 udenlandske eksperter og fem thailandske Navy SEAL dykkere, der skulle eskortere de fire drenge med to dykkere til hver samt flere end 90 hjælpere langs ruten. Allerede kort efter klokken 16 var den første dreng ude, og tæt på klokken 17 meddeltes det, at i alt otte drenge nu var i sikkerhed. Alle fire blev bragt med ambulancer til en ventende helikopter, der fløj dem til hospitalet i Chiang Rai.
Myndighederne oplyste, at de foreløbigt otte reddede drenge alle havde det godt, efter omstændighederne – som veltrænede atleter havde de et stærkt immunsystem – men var sultne. De blev holdt i isolation på hospitalet pga. risiko for infektioner fra det lange ophold i hulen, og de bar solbriller indendørs, som beskyttelse mod kraftigt lys efter det lange ophold i mørke. De kunne kun hilse på deres forældre adskilt af et glasvindue. Alle otte drenge havde lav kropstemperatur ved ankomst til hospitalet, på grund af de fugtige omstændigheder i hulen og et langt dyk i relativt køligt vand, men for de første fire var temperaturen normal allerede dagen efter. Antallet af hvide blodceller var lavt hos alle otte, men der ville gå nogle dage, før man havde laboratorieanalyser.
3. fase begyndte med, at Thai Navy SEAL skrev på deres Facebookside, hvor de dagligt delte status over redningen af "vildsvinene" (navnet på fodboldholdet), som både thailændere og verdenspressen fulgte: »I dag er det den 10. juli, 2018, og dagen vil blive længere end de foregående. Vi vil fejre den sammen.« Evakueringen af de sidste fire drenge og holdets træner begyndte klokken 10 (lokal tid). Klokken 17 blev det meddelt, at i alt 11 drenge var reddet sikkert ud af grotten, altså foreløbigt tre i løbet af dagen, og det var planlagt, at alle 12 fodbolddrenge og deres træner skulle komme ud denne dag. Klokken 18:25 var alle 12 drenge og deres træner reddet. Thai Navy SEALS skrev blandt andet på deres Facebook side: »Ved I, at vildsvinene generelt spiser træernes rødder og urter. En af adfærdene hos vildsvin er, at de samler sig i en gruppe. Og ved I hvad? I aften vil alle "Vildsvinene" være i gruppe igen!«
Hvor første og anden fase af evakueringen var forløbet ud over al forventning – dykkerne havde kalkuleret med, at nogle af børnene kunne omkomme under aktionen – var det lige ved at gå galt den sidste dag, forklarede den britiske huleredningsdykker, Jason Mallinson, efterfølgende til ABC News. En af drengene var fysisk så lille, at helmasken ikke kunne slutte tæt. Uanset hvor meget de strammede stopperne, var den stadig utæt ved hans hage. Mallinson måtte svømme med drengen, mens han samtidig pressede masken fast mod drengens ansigt, ellers var han druknet. »Du kunne ikke komme tilbage til start... ...Det var et spørgsmål om at få ham ud, lidt brutalt, men død eller levende,« forklarede Mallinson, der tilføjede, at drengene var mildt bedøvet med ketamin. En anden af dykkerne, Chris Jewell, der eskorterede den næstsidste dreng ud, mistede grebet om det tykke guide-reb. Han kunne ikke finde rebet igen men fandt i stedet et elektrisk kabel og brugte det som guide. Det resulterede i, at han i stedet kom dybere ind i hulen, hvor han blev tvunget til at dykke ud og placere drengen på en klippeafsats efter at være fuldstændig desorienteret i det mørke usigtbare vand. Heldigvis lykkedes det Mallinson og den australske læge, dr. Richard Harris, der var involveret i bedøvelsen af drengene, at indhente Jewel og lede ham og drengen til sikkerhed. Craig Challen, en australsk huledykker sagde: »Uden Richard Harris ville vi ikke have kunnet gøre det, han var den, der sendte drengene ud, vi (dykkerne) var bare transportørerne.«
Jason Mallinson fortalte også, at det var hans spontane idé at spørge de indespærrede drenge, om de ville skrive breve til deres forældre på hans vandtætte notesblok. De vidste ikke, om de ville komme ud derindefra. Det kunne have været den sidste besked, de nogensinde gav til deres forældre. »Jeg tror, de ønskede at berolige deres forældre. Det var ganske følelsesmæssigt for mig at kunne bringe disse meddelelser med tilbage,« forklarede han.
Kun en time efter selve redningsaktionen var afsluttet, men inden alle redningsfolkene var kommet ud af hulesystemet, brød hovedpumpen ved 3. kammer sammen, hvilket medførte af vandet hurtigt steg i grotten. Nogle af de omkring 100 nødhjælpsarbejdere var stadig omkring 1,5 kilometer inde i hulen og blev evakueret på mindre end en time, sammen med de sidste tre Thai navy SEAL dykkere og lægen, der havde været sammen med børnene. Hulen blev oversvømmet og utilgængelig, så dykkere blev nødt til at vende tilbage omkring fem måneder senere for at indsamle deres udstyr.
Den 10. juli om aftenen meddelte lederen af redningsaktionen, Chian Rais guvernør Narongsak Osotthanakorn, at redningsaktionen officielt var fuldført, og alle var ude af Tham Luang-grotten, også den læge og de tre dykkere, der var blevet sammen med de 12 drenge og deres træner, siden de blev fundet. Den sidste dag havde omkring 100 personer deltaget, inklusive 12 huledykkere og en australsk læge. Omkring 10.000 personer i alt havde i 17 dage arbejdet med eftersøgning og redning. Narongsak sluttede pressemødet med blandt andet at sige: »Vi ser ikke drengene som hverken helte eller skurke. Dette er en ulykke ud over enhver forebyggelse. De gik derimod derind for sjov, som børn gør, og vandet kom så hurtigt, at de ikke kunne komme ud.« Narongsak tilføjede: »Vi har gjort, hvad ingen forventede var muligt – »Mission possible of Thailand« – denne mission blev en succes takket været styrken af kærlighed.«

### De to danske dykkere
Der var to frivillige danske dykkere med i redningsaktionen.
- Claus Rasmussen var stationeret på såkaldte Pattaya Beach, det længste tørre kammer mellem stedet, hvor drengene blev fundet, og 3. kammer, der fungerede som redningsoperationens base. Rasmussen stammer fra Tårnby og er bosat i Thailand, hvor han til daglig arbejder som dykkerinstruktør i Phuket, hvorfra han havde stor erfaring med grottedykning, men han havde dog aldrig tidligere dykket i Tham Luang Nang Non-grotten.[57][60]
- Ivan Karadzic var stationeret på et kritisk punkt halvvejs på evakueringsruten, hvor han hjalp med udskiftning af dykkernes lufttanke. Karadzic kom fra Koh Tao, hvor han havde boet i 11 år og var indehaver af et dykkerfirma. Siden 2009 havde han dykket i vrag og siden 2016 i grotter. Han var tillige frivillig i Koh Tao Rescue Foundation (Koh Tao Rednings Fond). Han havde heller ikke tidligere været i Tham Luang Nang Non-grotten.[61][60][62][63][64]
Ivan Karadzic modtog kongens orden "Most Admirable Order of Direkgunabhorn" den 27. august 2020 ved en ceremoni i Surat Thani, sammen men den canadiske dykker Elik Brown, også fra Koh Tao.[65]

### Tidslinje
- 2. juli: Drengene og deres træner bliver fundet af to britiske huledykkere. 
Fokus rettes mod, hvordan man får de indespærrede ud.
- 3. juli: Der bliver bragt proteinbarer og medicin ind til drengene.
En lægedykker og tre Thai Navy SEALs bliver hos de indespærrede.[18]
- 4. juli: Dykkerne begynder at undervise drengene i at bruge dykkermaske.
Udsigt til mere regn øger aktiviteterne med at pumpe vand ud.
- 5. juli: Der ledes fortsat efter alternative indgange til hulesystemet og muligheder for at bore ind.
Elon Musk tilbyder at hjælpe med SpaceX teknologi og Teslapumper og -batterier.[66]
Vandstanden i den første sektion af hulen blev reduceret med 40%.[32]
- 6. juli: Forhenværende SEAL-dykker og frivillig i redningsaktionen, officer Saman Kunan omkommer.[67]
En læge fra Texas advarer om, at iltniveauet i grotten er for lavt.[30]
- 7. juli: Det vurderes, at det endnu er for risikabelt at bringe de indespærrede ud.
Drengene skriver små breve til deres forældre, og træneren undskylder at have bragt drengene i fare.
Der er forsøgt boret ca. 100 huller for at nå ind til hulens gangsystem.
Vandstanden i hulen er faldet betydeligt, men et nyt skybrud truer.[32]
- 8. juli: En australsk læge foreslår, at de fire svageste drenge skal ud først.[68]
Redningsaktionen begynder, de første fire drenge bringes ud og flyttes til hospitalet i Chiang Rai.
I alt 90 dykkere deltog i aktionen.
- 9. juli: Yderlige fire drenge bringes i sikkerhed og flyves til hospitalet i Chiang Rai.
- 10. juli: De sidste fire drenge og træneren kommer ud. Kun en time efter selve redningsaktionen var afsluttet, men inden alle redningsfolkene var kommet ud af hulesystemet, brød hovedpumpen ved 3. kammer sammen, hvilket medførte, at vandet hurtigt steg i grotten. Nogle af de omkring 100 nødhjælpsarbejdere var stadig omkring 1,5 kilometer inde i hulen og blev evakueret på mindre end en time sammen med de sidste tre Thai navy SEAL dykkere og lægen, der havde været sammen med børnene.[18] 
Redningsaktionens leder, guvernør Narongsak Osotthanakorn, erklærede missionen for officielt fuldført.[69]

Kilder: AFP, Reuters og Ritzau

### Efter selve redningsaktionen
Den 11. juli oplyste Folkesundhedsministeriet, at alle tretten reddede fra Tham Luang-grotten havde det godt. Blandt de første fire 14-16 årige drenge, de svageste i gruppen, havde to af dem en mild lungebetændelse men ingen feber. Også de af dem, der havde inficerede sår, var i bedring. Alle fire var nu i stand til at spise normal mad. De næste fire, 12-14 årige drenge, var ved godt helbred og havde ingen konstaterede infektioner eller farlige sygdomme, men de havde højt antal hvide blodceller, så de blev medicinsk behandlet for at forebygge evt. sygdomme. De forventedes at kunne spise normal mad fra om eftermiddagen. Den tredje gruppe på 11-25 år, fire drenge og træneren, havde normal kropstemperatur, og alle vitalparametre inklusive blodtryk var normale, dog havde en af dem mild lungeinfektion. Generelt var alle 13 i god behold men ville blive holdt i karantæne i en uge af hensyn til evt. sygdomme fra opholdet i hulen, hvor flodvandet kunne indeholde farlige bakterier, samt risiko for spredning af vira fra for eksempel flagermus, der er naturlig vært for nipahvirus, som kan medføre farlige symptomer. Der var ikke behov for at give dem beroligende midler, da de alle sov godt og syntes at være fint mentalt sunde, hvilket angiveligt var, fordi de havde været sammen som en gruppe under hele opholdet og ikke mindst på grund af den assisterende træner, der havde taget sig godt af dem. Også efter drengene blev udskrevet, ville man holde opsyn med dem, og medierne blev opfordret til at respektere deres privatliv.
I dagene efter redningsaktionen var fuldført, begyndte omkring 4.000 frivillige i et projekt på foranledning af kong Vajiralongkorn at rengøre hele området omkring hulen, samt genoprette landskabet og nedbryde de stendiger, redningsarbejderne havde opført for at aflede regnvand fra at strømme ned i hulegangene, så økosystemet blev bragt tilbage til det oprindeligt naturlige leje. En del udstyr og materialer, såsom elektriske kabler, var blevet efterladt i selve hulen, der havde lidt omfattende skader, som endnu ikke kunne vurderes, da indgangkammeret var blevet helt oversvømmet. Også det omkringliggende område var beskadiget, dels af borede huller for at dræne grundvand, og dels områder planeret for at lave landingsplads til helikoptere, desuden var hulevæggene væltet for at aflede vand. Hele Tham Luang Nang-Khun Nam Nang Non naturparken blev lukket på ubestemt tid, da skoven krævede massiv genopretning på grund af omfattende miljøskader, der var forårsaget under den dramatiske redningsoperation.
Da de to britiske huledykkereksperter, der fandt foldboldholdet, forlod Thailand sent om aftenen den 11. juli, spurgte thai-pressen, om de havde et budskab til drengene. »Ja, lad være med at være uartige,« sagde Jason Mallison, brandmand i 50'erne fra Coventry, med et smil, mens hans kollega, John Volanthen, IT-konsulent i 40'erne, tilføjede: »Lad være med at gå ind i huler, når det er regnvejr.« Ved ankomsten til Heathrow Lufthavn i London sagde han til pressen: »Vi er ikke helte. Alt, hvad vi gør, er velovervejet beregning. Vi er nærmere det modsatte. Vi tager det et skridt ad gangen og forhåbentlig, som vi har formået i dette tilfælde, kommer vi med resultater.« Volanthen mindedes også den thailandske SEAL-dykker, Saman Kunan, der omkom, mens han genopfyldte iltbeholdere og sagde, at hans død var en "absolut tragedie" og bragte en "bittersød" smag til en ellers "fremragende" redningsoperation.

### Pressen møder de evakuerede drenge
Den 18. juli om eftermiddagen blev de 12 fodbolddrenge og deres assistenttræner udskrevet fra hospitalet i Chiang Rai. Der blev indkaldt til en pressekonference, så både lokale medier og verdenspressen havde mulighed for at stille spørgsmål direkte til de evakuerede. Efter pressekonferencen, som if. Chiang Rais ny guvernør (siden 1. juli), Prachon Pratsakun, også blev den sidste, ville drengene vende tilbage til deres hjem og forsøge at genoptage et normalt liv. Premierminister Prayuth Chan-ocha opfordrede medierne til at være forsigtige med at stille spørgsmål. Guvernøren sagde, at journalister ikke ville få lov til at stille spørgsmål direkte, men i stedet skulle de indsende dem i forvejen, så børnenes psykologer kunne sikre sig, at spørgsmålene var passende for de unge overlevende i betragtning af de traumer, de havde oplevet.
En større folkemængde hilste Vildsvine-drengene velkommen på vej ind til pressekonferencen. Stemingen blev beskrevet som jovial, da drengene, klædt i deres matchende Vildsvine-fodboldtrøjer, kom ind i den tætpakkede hal, mens de driblede med fodbolde. De smilede, nogle meget, enkelte lidt mere genert, foran det hundredetal store publikum, der var forsamlet, for at høre deres egen historie om dramaet. Både den lokale og internationale presse beskrev drengene som sunde og glade, da de besvarede spørgsmål om de ni dage, de de havde tilbragt alene i mørket, før de blev fundet af det internationale redningshold.
Ud over de 13 evakuerede og en ordstyrer, der skulle stille spørgsmålene, var der tillige militærlægen og de tre Navy SEAL dykkere, der blev sammen med de indespærrede, fra de blev fundet, og indtil alle var evakueret, samt en psykolog og en læge fra hospitalet, hvor drengene blev behandlet. Efter de 12 fodbolddrenge og assistenttræner Ek havde præsenteret sig, fortalte drengene, at de havde planlagt på Facebook, at de ville tage til grotten efter træningen. De havde tidligere været dybt inde i hulen, men enkelte af drengene havde ikke været der før. De havde kun fortalt hjemme, at de skulle til fodboldtræning, de vidste, at de ville få skældud, hvis de gik ind i grotten. En enkelt havde sagt et forkert navn til sine forældre. Da de gik længere ind, lagde de godt mærke til, at der var noget vand. Efterfølgende kunne de ikke komme tilbage samme vej og prøvede at finde en anden vej ud. Da der ikke var tegn på, at vandet ville fortrække sig, spurte drengene Ek, om de skulle finde et sted at sove, fordi det var blevet sent. Det gjorde de, og Ek sagde til drengene, at de ikke skulle være bange, for de ville komme ud næste dag, når vandet havde trukket sig. De havde ingen mad med, for de regnede jo ikke med, at det skulle være en længere tur. Ek bad dem om at bede men understregede, at han ikke på noget tidspunkt selv var bange.
Drengene kondolerede Saman Gunan, dykkeren der omkom under forberedelser til redningsaktionen. Drengene holdt en indrammet tegning op af den afdøde dykker, som de havde skrevet deres kondolencer på, blandt andet: »Tak fordi du ofrede dig... Vi takker både Sam og hans familie... Vi takker dig af hjertet.«
De tre Navy SEALs, der var sammen med drengene, sørgede for, at de blev holdt beskæftigede med spil, mens de ventede på, at en redningsaktion kom i gang. Vi blev lidt ligesom en familie, der spiste og sov sammen, fortalte en af drengene, og en anden sagde, at de ligesom blev hans fædre. På spørgsmålet om, hvem der skulle reddes ud først, svarede de, at de talte med Dr. Harris om det – Dr. Richard Harris er en australsk huledykker og narkoselæge, som dykkede ind til de indespærrede, umiddelbart før evakueringen begyndte (se afsnittet Forberedelser til redningsaktionen) – alle var okay. De ville ikke ud, de ville gerne være sammen med Navy SEAL dykkerne. På spørgsmålet, om de kunne tænke sig at blive Navy SEAL soldater, rakte flere hånden op. På spørgsmålet om drengene ville besøge grotten igen, svarede Ek, at personligt ville han ikke, det samme sagde en af drengene. Drengene kaldte redningsaktionen for "et mirakel".
Det sidste spørgsmål var til psykologen, der havde behandlet drengene. Hun bad alle om at give dem tid til deres familier, skole og til de ting, som de elsker. Lægen tilføjede, at det var vigtigt, at de fik lov til at vende tilbage til deres liv. Inden pressemødet sluttede, viste drengene respekt til kong Maha Vajiralongkorn ved at knæle foran et billede af kongen (dette er en helt normalt procedure i Thailand).

## Kontakt med forretningsmanden Elon Musk
Den 5. juli var tiden begyndt at rinde ud for de indespærrede drenge, da vandniveauet ikke var faldet, og mere regn var på vej. Yderligere var iltindholdet i hulens luft ved at blive for lavt. Elon Musk, milliardær og grundlægger af SpaceX og Tesla Motors, tilbød assistance med sin SpaceX-teknologi og Teslas kraftfulde pumper og batterier, til evakuering af de 12 drenge og deres fodboldtræner fra Tham Luang Nang Non-grotten. Redningsarbejderne mente, at det var for risikabelt at lade de indespærrede dykke ud, en tur, der tog trænede eksperter fem-seks timer. Musk sagde, at hans virksomhed, Boring Co, der arbejder med tunnel-teknologi, havde avanceret jordgennemtrængende radar og var ret gode til at grave huller. Med den teknologi ville de kunne finde drengenes nøjagtige position og bore ned til dem. Desuden vidste han ikke, om pumpens kapacitet var begrænset af el-forsyning, eller pumperne var for små. Hvis ja, kunne han "dropshippe" (levering direkte fra fabrikken) fuldt opladede "Powerpacks" (serie af batterier) og pumper. Musk havde tidligere hjulpet ved en katastrofe efter en ødelæggende orkan, som ramte Puerto Rico i september, 2017, hvor regeringen anmodede ham om hjælp. Tesla sendte Powerwalls (batteripakke til vægmontering) og gav råd om genopbygning af den caribiske øs infrastruktur.

### Redningsidéer
Den 6. juli skrev Musk på Twitter, at han dagen efter ville sende et hold teknikere til Thailand. SpaceX teknikerne dukkede op ved Tham Luang den 7. juli og foreslog at bruge en oppustelig tunnel til at redde børnene ud. En velhavende hotelejer i Bangkok var kommet med en tilsvarende ide om at anvende en tunnel af lærred, men problemet var at finde en kraftig luftpumpe eller slange til at forsyne tunnellen med nok luft til at holde den oprejst og overtryk nok til at holde vand ude. SpaceX teknikerne forblev tavse om, hvordan de ville føre deres oppustelige tunnel gennem de krogede og smalle passager. Det havde taget flere dage at få en mindre luftslange bare en del af vejen ind i grotten. Musk tweetede imidlertid, at han havde en ny idé, escape pods, som kunne være sikre nok til at blive afprøvet. 
Den 10. juli dukkede Elon Musk selv op ved Tham Luang Nang Non-grotten medbringende hans nyeste idé, en mini-ubåd, bygget af dele fra en Falcon 9-raket. Han sagde, at den var klar og kunne bruges til at redde de sidste fire drenge og træneren ud – to dage med første og anden etape af redningsaktionen var allerede succesfuldt overstået, og otte drenge kommet ud – senere tweetede han et kort videoklip af ham selv inde i hulen, samt to videoer med en test af hans mini-ubåd på bunden af et svømmebassin. Her blev grottens smalleste passage på 38 cm i højden og lidt over en meter i bredden simuleret. På Twitter skrev han: »Lige vendt tilbage fra kammer 3. Mini-sub er klar, hvis det er nødvendigt. Den er lavet af raketdele og hedder Wild Boar (Vildsvin) efter de unges fodboldhold. Efterlader den her, hvis den kan være til nytte i fremtiden.« Narongsak Osatanakorn, guvernør og leder af redningsaktionen havde allerede høfligt fortalt, at selv om teknologien var god og sofistikeret, så var ubåden ikke praktisk til denne mission. Musk skrev efterfølgende på Twitter, at Osatanakorn var "ikke ekspert på området", og at han havde "ukorrekt titel som redningschef" og i stedet skulle have været benævnt, "den tidligere thailandske provinsguvernør". Osatanakorn skiftede som guvernør fra Chiang Rai til en anden provins under redningsaktionen men forblev på posten som leder af denne.

### Konflikt med en af de britiske dykkere
De tre britiske huleredningseksperter, der fandt de indespærrede drenge, var blevet bedt om at deltage i redningsaktionen af den britiske huledykker Vernon Unsworth. Unsworth sagde i et interview til CNN den 14. juli, at Elon Musks ubådsidé ikke var andet end et PR-stunt, og at Musk hurtigt blev bedt om at forlade hulen. Ifølge Unsworth havde Musk absolut ingen idé om, hvordan hulens passager er. Da ubåden var 168 cm og helt stiv, ville det ifølge Unsworth ikke have været muligt at få den forbi forhindringer, rundt om hjørner og gennem smalle passager inde i hulen. Unsworth sagde yderligere »prop hans ubåd op hvor det gør ondt« (engelsk: “stick his submarine where it hurts”). Elon Musk langede kraftigt tilbage dagen efter (15. juli) på Twitter, hvor han skrev, at han ville lave en video, der viste, at hans "miniubåd" ville have virket og tilføjede: »Beklager, pædofyr, du bad selv om det.« Intens kritik fulgte, og nogle Twitter-brugere påpegede, hvor "farligt" og uansvarligt det var at komme med så alvorlig en påstand og at udsende en potentielt injurierende fornærmelse på Twitter, hvor Musk har 22 millioner følgere. Talsmænd for Musk og Tesla reagerede ikke straks på anmodninger om kommentarer, men senere på dagen fjernede Musk sin "pædo"-tweet og sine efterfølgende opfølgende kommentarer. Musk havde tidligere været i skudlinjen grundet sin opførsel på Twitter og for Teslas PR-strategi, hvor han aggressivt havde angrebet visse kritikere og journalister. James Anderson, partner i Baillie Gifford, Teslas fjerdestørste aktionær, sagde i et nylig Bloomberg-interview, at virksomheden havde brug for en periode med "fred og fuldbyrdelse" og tilføjede: »Det ville være godt bare at koncentrere sig om kerneopgaven.« Spurgt om "pædo"-tweetet, sagde Anderson i en e-mail til The Guardian: »Jeg har til hensigt at overbringe mine – forudsigelige – følelser til virksomheden i morgen,« uden at uddybe nærmere.
Unsworth blev "forbavset og meget vred" over Musks grundløse anklage. Unsworth, der deltog i den frivillige oprydning ved hulen, udtalte til journalister, at bemærkningerne om ham var et angreb på hele redningsholdet. »Jeg forstår, at han har kaldt mig en pædofil,« sagde han. »Jeg tror, folk forstår, hvilken slags fyr [Musk] er.« Adspurgt om han ville anlægge sag mod Musk, svarede Unsworth: »Ja, dette er ikke forbi.« Dagen efter faldt Tesla Motors' aktier over tre procent i værdi, svarende til et samlet tab på omkring to mia. USD (ca. 12 mia. DKK). Associated Press' Tom Krisher skrev, at større investorer var i en svær situation, da Tesla og SpaceX, lige som Uber, ifølge Krisher bygger delvist på deres grundlæggers usædvanlige personlighed; han mener, at Teslas værdi omkring 52 mia. USD (ca. 330 mia. DKK) overvejende skyldes forventninger til Musks geni.
Den 17. juli sen aften undskyldte Elon Musk for, at have kaldt en britisk dykker for "pedo". »Mine ord blev sagt i vrede, efter at Mr. Unsworth sagde flere usandheder og foreslog, at jeg engagerede mig i en seksuel handling med mini-suben, der var blevet bygget som en venlighed og ifølge specifikationer fra dykkerteamlederen. Ikke desto mindre begrunder hans handlinger imod mig ikke mine udfald imod ham, og derfor undskylder jeg til Mr. Unsworth og de virksomheder, jeg repræsenterer som leder. Fejlen er min og min alene. Jeg er virkelig ked af, hvis jeg har fornærmet nogen,« skrev Musk på Twitter.
Efterfølgende efterlyste Elon Musk på Twitter et sagsanlæg fra Vern Unsworth. Den 4. september eskalerede konflikten, da det amerikanske nyhedsmedie BuzzFeed offentliggjorde en artikel med blandt andet e-mailkorrespondance til nyhedsredaktionen, hvor Elon Musk i groft sprog foreslog journalisten at tjekke med sine forbindelser i Thailand og finde ud af, hvad der skete, i stedet for at forsvare voldtægt af børn. Musk skrev også om Vern Unsworth: »Han er en gammel, hvid single-fyr fra England, som har rejst til, eller har boet i Thailand i 30-40 år, for det meste i Pattaya Beach, indtil han flyttede til Chiang Rai for at få en barnebrud, der var omkring 12 år gammel på det tidspunkt. Der er kun én grund til, at folk tager til Pattaya Beach. Det er ikke stedet, hvor du vil tage hen for hulernes skyld, men det er stedet, hvor du vil tage hen efter noget andet. Chiang Rai er kendt for børnesexhandel.« Musk udtalte, at han håbede, der ville komme et sagsanlæg. 63-årige Vern Unsworth var på det tidspunkt på vej i et fly fra England til Thailand – der skulle være "Vildsvinenes takkefest" på det kongelige Dusit Palace i Bangkok den 6. september – men de store engelske nyhedsmedier fik kontakt med hans kæreste, en 40-årig thaikvinde, Woranan Ratrawiphukkun med kælenavnet Tik, som han havde mødt i London, hvor hun arbejdede i en thairestaurant, og som nu er indehaver af en neglesalon i Chiang Rai i Thailand. Tik, der havde været sammen med Unsworth i syv år, benægtede, at hun var en 12-årig barnebrud. Den 5. september nåede Teslas aktier en rekordlav kurs ($280,74) efter Musks fornyede angreb på Vern Unsworth. Dagen forinden var Tesla-aktierne også faldet i værdi, efter Mercedes Benz havde introduceret sin første fuldt elektriske bil i Stockholm. Vern Unworths advokat udtalte, at Elon Musk ville blive sagsøgt for ærekrænkelse for denne nye "grundløse påstand" såvel som de tidligere. Sagerne ville blive anlagt både i Storbritannien, USA og i Thailand, hvor fængselsstraf kan idømmes. Den 17. september 2018 skrev nyhedsmedierne, at Unsworth havde anlagt sag mod Musk ved en domstol i Los Angeles (USA), hvor han krævede 75,000 USD (cirka 480.000 DKK) i erstatning. I anklageskriftet på 65 sider afvises alle anklagerne. Der står blandt andet, at Unsworth har udforsket grotter siden 1971, og at han først kom til Thailand i 2011, hvor han udforskede og kortlagde huler.

## Eftertiden
Chiang Rais guvernør, Narongsak Osotthanakorn, der havde ledet redningsaktionen, sagde, at alt udstyr, der blev brugt i operationen, ville blive gemt med henblik på at åbne et museum, der kan blive et højdepunkt for mange besøgende samt et læringscenter for både børn og dykkere fra hele verden. Den 1. august nedlagdes "grundstenen" til det ny museum under en ceremoni ved grottens indgang. Kunstneren, Chalermchai Kositpipat, donerede sit kæmpe maleri med historien om evakueringen samt en pengegave, der sammen med andre donationer finansierer museet, der tillige inkluderer en statue af Navy SEAL kommandant Saman Gunan, der omkom under redningsarbejdet. Selve grotten forventes at være lukket for besøgende et årstid eller længere efter evakueringshændelsen, mens nationalparken holdes åben. Redningshold vil dog tømme hulegangene for efterladt udstyr. Når grotten genåbnes for besøgende, bliver det begrænset til en kortere del fra indgangen og ikke hele det omkring 10 kilometer lange hulesystem.
Politiske reportere mente, at den succesfulde redningsaktion havde styrket både militærregeringens og juntaleder og premierminister Prayuth Chan-ochas popularitet, da den blev et eksempel på, at militæret er en troværdig enhed. Flere end 2.000 militærpersoner var involveret i redningsarbejdet.
FIFA (fodboldforbundenes verdensorganisation) havde inviteret de 12 drenge og deres træner til VM-finalekampen i Moskva den 15. juli, hvis de nåede ud af grotten og deres sundhedstilstand tillod rejsen, men den invitation måtte de takke nej til, da de skulle forblive i isolation på hospitalet i Chang Rai. Også Manchester United inviterede "vildsvineholdet" og deres redningsmænd (benævnt expert-teamet) til Old Trafford. Adskillige foldboldhold og personer sendte hilsner, mens USA's præsident, Donald Trump, på Twitter lykønskede Thai Navy SEAL på vegne af USA.
De 18 fuglerede-samlere fra Trang-provinsen i det sydlige Thailand, der havde hjulpet med at søge efter alternative indgange til hulekomplekset, da de er vant til at klatre på stejle, nærmest lodrette klipper, lovede, at de ville komme tilbage efter regntiden og søge videre efter andre mulige indgange.
Alle de flere end 100 udenlandske hjælpere i redningsaktionen blev takket for deres indsats af Den Kongelige Husholdning (det thailandske hof) og Turistministeriet med tilbud om sightseeing i Chiang Rai og Bangkok, for de der ønskede at blive længere i landet, mens hjemvendte fik en gratis flybillet indenfor de næste fem år. Alle fik også et Thai Elite medlemskab, som blandt andet giver ubegrænset ophold, og ind- og udrejse, i fem år. Regeringen tildelte alle et ærescertifikat.
De ni australske redningsfolk blev hædret med medaljer ved en ceremoni i Government House i Canberra den 24. juli. Huledykkerne, Craig Challen og Richard Harris, blev tildelt Star of Courage, den næsthøjeste civile anerkendelse i det australske ordenssystem, og de øvrige dykkere fik Bravery Medal (tapperheds medalje). I London inviterede premierminister Theresa May de britiske dykkere til Downing Street 10 for at takke dem.
Den 6. september afholdtes en Vildsvin takkefest med flere end 7.000 deltagere fra redningsaktionen, inklusive 3.400 fra Chiang Rai, på gårdspladsen til det kongelige Dusit Palace i Bangkok. 114 udlændinge og 74 thaier fra redningsaktionen blev tildelt kong Maha Vajiralongkorns ordens-medalje, "Most Admirable Order of the Direkgunabhorn". Udenlandske medier fik mulighed for at møde de 12 fodbolddrenge og deres træner til interview i Siam Paragon (et stort indkøbscenter i Bangkok), alle spørgsmål skulle dog afleveres skriftligt i forvejen.
I marts 2019 tildelte kong Vajiralongkorn ordenen The Most Admirable Order of the Direkgunabhorn (thai: เครื่องราชอิสริยาภรณ์อันเป็นที่สรรเสริญยิ่งดิเรกคุณาภรณ์; officiel RTGS transskription: Khrueang Ratcha-itsariyaphon An Pen Thi Sansoen Ying Direkkhunaphon) til 187 personer, deraf 115 til udlændinge, der deltog i redningsaktionen. Ordenen blev indført af kong Bhumibol Adulyadej i 1991 og kan oversættes til "ædel orden for overflod og kvalitet". Blandt modtagerne var blandt andre de australske huledykkere Dr. Richard Harris og Craig Challen.
I december 2019 døde en af de thailandske dykkerne, Sergent Beiret Bureerak, af en blodforgiftning han fik under redningsaktionen. Det var det andet dødsfald, under selve aktionen omkom SEAL-dykkeren, Saman Kunan.

## Reaktioner
Chiang Rais forhenværende guvernør, Narongsak Osotanakorn, der var leder af redningsaktionen, modtog i New York sammen med hjælpetræner Ekkapon Chantawong og fodbolddrengen Adul Sam-on, på vegne af hele Tham Luang-redningsholdet, prisen "2018 Asia Game Changer Awards", en anerkendelse til dem, der skaber en nyskabende og positiv forskel for Asiens og verdens fremtid.

### Fodbolddrengers ordination som munke
11 af drengene (Adul Sam-on er kristen) blev ordineret som buddhistiske munke den 27. juli (fuldmåne og buddhistisk helligdag) efter at være udskrevet fra Chiang Rai hospital. De blev sammen med assistenttræneren i templet (klostret) i to uger som en gestus for at hædre Thai Navy SEAL, Saman Gunan, der omkom under redningsaktionen i Tham Lung-grotten. Søndag morgen den 29. juli deltog drengene i en ceremoni, hvor de var med til at sprede Saman Gunans aske i Mekong-floden i Nakhon Phanom-provinsen.

### Filmtilbud
Også to Hollywood filmproducenter nåede frem til Tham Luang med henblik på en lave en spillefilm om episoden, baseret på interviews med de udenlandske eksperter, Thai Navy SEAL dykkerne, fodbolddrenge og deres træner samt familier. Kulturministeriet foreslog, at man oprettede en komite til at overvåge "Wild Boars"-filmproduktioner. Man var bekymrede for nøjagtigheden af historien, rettigheder i forhold til de medvirkende samt indtrykket af Thailand. Discovery Channel havde allerede en dokumentar, Operation Thai Rescue, klar til visning fra slutningen af juli måned (2018). Der var også bekymring over påvirkning af locations (grotten og nationalparken) ifm. filmproduktion. Ved udgangen af juli måned var i alt 12 selskaber interesseret i at producere film om redningsaktionen.
I oktober måned var der fremkommet 22 tilbud om film, en TV-serie og et animeret computerspil, foruden musikvideo og bøger. Filmtilbud inkluderede fem udenlandske og fem thailandske spillefilmprojekter, samt 10 dokumentarfilm. Det amerikanske filmselskab Universal havde ifølge The Wall Street Journal tilbudt 1,5 mio. USD (knap 10 mio. DKK) til deling mellem de 12 drenge og deres træner, Ekkaphol.
National Geographic fik rettighederne til en dokumentarfilm om redningsaktionen. Filmen forventes at få premiere i 2020 på Disney+ (Disney Plus), en Tv-kanal hos Disney Channel. Den amerikanske Tv-streamingtjeneste Netflix fik rettigheder til en miniserie, eksklusivt produceret af SK Global Entertainment (en fusion af Sidney Kimmel Entertainment og Ivanhoe Pictures), hvorfor de 12 fodbolddrenge og deres træner ikke må medvirke i andel, eller give interviews, uden SK Global Entertainments godkendelse. Drengene og deres træner fik hver tre millioner baht (cirka 600.000 DKK) for aftalen.

### Film

#### The Cave
I 2019 fik den thailandske actionfilm The Cave (dansk: Grotten), thai-titel: นางนอน, Nang Non (navnet på grotten), premiere den 21. november. Enkelte af de medvirkende var virkelige personer, der spillede "dem selv". Filmen havde den næststørste åbnings-weekendomsætning det år, efter Frozen II.

#### The Caved Life
Filmen The Caved Life fik premiere i 2020.

#### Thirteen Lives
MGM indspillede fra marts 2021 filmen Thirteen Lives (dansk: Tretten liv) i Australien, med støtte fra den både den australske og Queenslands regeringer, samt i Thailand. Filmen instrueres af Ron Howard, blandt andet kendt fra Da Vinci Mysteriet, og har en række kendte skuespillere som medvirkende, herunder Viggo Mortensen i rollen som Richard Stanton og Colin Farrell som John Volanthen. Filmen udgives i samarbejde med United Artists og Universal Pictures International. Filmen fik premiere i juli 2022 i USA og andre områder i august. Desuden streames filmen på Amazon Prime.

#### Thai Cave Rescue
Thai Cave Rescue, en dramatiseret serie i seks episoder, fik premiere september 2022 på Netflix. Serien er skabt og skrevet af Michael Russell Gunn og Dana Ledoux Miller. Serien giver et dybere dyk ned i redningsmissionen og er delvist indspillet ved den rigtige Tham Luang-grotte og delvist i studie, da de dybere dele af selve hulen ikke kunne anvendes som optagested. For yderligere at sikre en fordybende autentisk skildring af dykkerscenerne i undervandshulerne, medvirker dr. Richard "Harry" Harris – den australske anæstesiolog og huledykker, der deltog i redningsaktionen – men hans rolle spilles tillige i serien af Rodger Corser.

## Fodbolddrengene
Den thailandske presse begyndte at spekulere i fremtiden for de 12 Moo Pa (vildsvin) fodbolddrenge og deres træner, 25-årige Ekkapol Chanthawong, der gik ind i Tham Luang-grotten den 23. juni efter fodboldtræningen, ligesom de tidligere havde gjort det. Bortset fra deres familier, værger og skolevenner, var de stort set ukendte for alle uden for Mae Sai-distriktet (nærmest at sammenligne med de amter, man indtil 2006 havde Danmark), oppe i det fjerne nordvestlige Thailand i Chiang Rai-provinsen, tæt på grænsen til Myanmar. De 12 drenge var bare børn, 11-16 år, der ikke havde meget at bekymre sig om, undtagen deres skolegang, deres kærlighed til fodbold, og hvad de skulle spise ved næste måltid. Denne situation blev pludseligt ændret drastisk, da de i løbet af 18 døgn blev medie-stjerner, hvor verdensmedierne ventede på at få et eksklusivt interview med hver enkelt. Deres skolerådgivere, familier, læger og eksperter i mental sundhed (fra engelsk mental health experts) vil helt sikkert holde øje med dem, og der vil ikke mangle støtte.

### De 13 indespærrede
- Chanin Vibulrungruang (Kaldenavn: Titan), 11 år. Den yngste på holdet.[130]
- Panumas Sangdee (Kaldenavn: Mig), 13 år.[130]
- Duganpet Promtep (Kaldenavn: Dom), 13 år. Holdkaptajn.[130]
- Adul Sam-on, 14 år. Født i Myanmar. Det var ham, der talte engelsk med den britiske dykker, da børnene blev fundet.[130]
- Somepong Jaiwong (Kaldenavn: Pong), 13 år.[130]
- Mongkol Booneiam (Kaldenavn: Mark), 12 eller 13 år. Mark og hans mor flyttede fra Myanmar til Thailand.[130]
- Nattawut Takamrong (Kaldenavn: Tern), 14 år. Tern skrev i sit brev, som dykkerne tog med ud fra hulen, at hans forældre ikke skulle bekymre sig om ham, "Tern kan passe sig selv".[130]
- Peerapat Sompiangjai (Kaldenavn: Night), 17 år. Night forsvandt på sin fødselsdag, som drengene havde aftalt at fejre den dag, de gik ind i hulen.[130]
- Ekarat Wongsukchan (Kaldenavn: Bew), 14 år.[130]
- Prajak Sutham (Kaldenavn: Note), 15 år.[130]
- Pipat Pho (Kaldenavn: Nick), 15 år. Var med som en ven af målmanden Bew[36]. Nick skrev i de breve dykkerne tog med ud fra hulen, at han glædede sig til at spise thai grillmad med sine forældre, når han kom ud af grotten.[130]
- Pornchai Kamluang (Kaldenavn: Tee), 16 år. Tee skrev til sine forældre, i de breve dykkerne tog med ud fra hulen, at de skulle være rolige, han var glad.[130]
- Ekapol Chantawong (Kaldenavn: Ek), 25 år. Assistenttræner.
Ek er efter sigende født i Myanmar men mistede sine forældre i en ung alder. Han tilbragte flere år som buddhistisk munk, hvor han lærte at meditere, en teknik han videregav til børnene, så de kunne spare energi, mens de var indespærret alene i hulen. I sit brev undskyldte han at have ladet drengene gå ind i grotten, flere af forældrene tilkendegav, at de ikke bebrejdede ham.[130]

(Thaier har altid et kort kaldenavn, der kan være en kort version af navnet, fx Ek for Ekapol; eller et kælenavn, fx Lek som betyder lille; eller et engelsk navn, som er forbudt på navn på fødselsattesten, fx Mark; eller bare en pæn lyd.)

### Statsborgerskab
Assisterende træner Ek, Ekkapol Chanthawong, vil angiveligt for evigt bære byrden af at have ladet sine drenge gå i hulegangene den 23. juni, noget, der var ment som en god afsluttende udflugt efter den planlagte lørdags fodboldtræning. Der vil være en anden form for medieopmærksomhed på ham, dels fordi han er ældre, og dels fordi han er hovedpersonen i historien. Forældreløse Ek – der tager sig af sin aldrende bedstemor og ellers hjælper i templet og træner sit elskede fodboldhold – er på alle områder et ansvarligt medlem af lokalsamfundet. Men Eks fremtid var allerede stærkt beseglet, som en af knap 500.000 statsløse personer i Thailand, hvoraf omkring 1/3 er unge under 18 år, der har begrænsede rettigheder på mange områder, herunder mulighed for at rejse, få et ID-kort (billedidentifikation svarende til personnummer) eller rejsepas, åbne en bankkonto, gifte sig, eje ejendom, stemme ved valg, få en højere uddannelse og ansættelse indenfor en række områder. Statsløse etniske minoriteter kan få tildelt statsborgerskab, hvis de kan bevise, at de er født i Thailand af forældre med thaistatsborgerskab, men processen er langsom og kan tage op til 10 år.
14-årige Adul Sam-on blev verdenskendt, da han den 2. juli som den eneste talte engelsk med de to britiske dykkere, der fandt fodboldholdet og oversatte til thai for de 12 andre i gruppen. Udover engelsk og thai taler Adul også burmesisk og kinesisk. Også han er statsløs, nedstammende fra Wa-stammefolket, der engang var kendt som hovedjægere. Han er den bedste elev i sin klasse på Ban Wiang Phan Skolen i Mae Sai, hvor hans akademiske rekorder og hans sportstalent har givet ham gratis undervisning og daglig frokost. 20 % af skolens elever er statsløse, og 50 % er etniske minoriteter. Adul var også statsløs i Burma, så i 2010 smuglede hans forældre ham over grænsen til Thailand og fik ham anbragt i en lokal baptist-kirke, hvor pastoren og hans hustru lovede at tage sig af ham. En ordentlig skolegang var ikke tilgængelig i Myanmars selvstyrende Wa-region, hvor unge drenge kan være i fare for at blive inddraget i den lokale guerrilla-styrke.
Også 16-årige Phonchai Khamluang, en tredje af fodbolddrengene, er statsløs. Men den 13. juli bekræftede Indenrigsministeriet, at alle tre statsløse, af de 13 overlevende fra Tham Luang-hulen, ville få juridisk bistand af myndighederne i nationalitetsverifikationsprocessen, og hvis der ikke var komplikationer i deres dokumenter, vil de alle modtage thailandsk statsborgerskab inden for seks måneder. Menneskerettighedsaktivister håber, at statsborgerskabsstatus for tre Tham Luang-drenge vil bringe statsløse personers problemer til offentlighedens opmærksomhed og hurtige løsninger fra regeringen.
Den 8. august (2018) meddelte Mae Sai distrikts administrationen i Chiang Rai, at 25-årige assistenttræner Ekkapol Chantawong, 16-årige Pornchai Kamluan, 14-åroge Adul Sam-on, og 13-årige Mongkol Boonpeam, var blandt 30 statsløse personer, som modtog et Thai ID (identifikationskort, svarende til personnummer og billedlegitimation). Ansøgningerne blev godkendt, da drengene opfyldte betingelserne – henholdsvis at deres forældre havde opholdt sig i Thailand i mindst 15 år, og for Aduls vedkommende, at han var blevet forladt af sine forældre og havde boet og studeret (gået i skole) i nationen i mindst 10 år – mens assistenttræner Ekkapol kunne bevise at han og mindst en af hans forældre, var født i Thailand, hans statsborgerskab blev tillige "tildelt som fortjeneste", uden at detaljer blev uddybet. UNHCR's (FN's Flygtningehøjkommissariat) bemærkede at ved at give dem statsborgerskab, havde Thailand givet dem fremtidsmuligheder og formel identitet som fulde medlemmer af samfundet. Desuden at Thailand var regionalt ledende i at træffe foranstaltninger til at afslutte statsløshed. Ca. 100.000 mennesker var blevet tildelt statsborgerskab fra Thailand siden 2008, og regeringen havde yderligere forpligtet sig til at finde statsborgerskabsløsninger for de resterende 480.000 statsløse senest i 2024.

### Fodboldklubben Moo Pa
To sportsinteresserede forretningsfolk sidst i 30'erne fra Chiang Rai står bag fodboldklubben Moo Pa (Vildsvinene, har også været skrevet Mu Pa) med et håb om, at deres sponsorat kan medføre, at klubben skaber professionelle fodboldspillere og derved hjælpe nogle af Mae Sai-distriktets børn til at opnå en fodboldkarriere og muligheder i livet. Klubben har ca. 80 medlemmer. Klubben begyndte som et voksenhold i 2013 under navnet SS men skiftede navn til det nuværende Moo Pa (Wild Boars) i 2015 for at tiltrække flere unge spillere. Målet er at få unge spillere til at fokusere på konstruktive aktiviteter og træne og udvikle spillernes evner til højere niveauer såvel som gode karakteristika og kampånd. Desuden er det ønsket at kunne hjælpe med skolegang til underprivilegerede medlemmer, så alle får lige muligheder. Klubbens ledere var overbeviste om, at de 12 drenge og deres træner ville overleve i Tham Luang-grotten på grund af deres fysiske og mentale træning i fodboldklubben.
Efter redningsaktionen viste flere af verdens største fodboldklubber interesse i at købe Moo Pa, Wild Boars Fotball Academy, og selv om ingen konkrete navne blev nævnt spekulerede pressen i både FC Bayern München, der havde sendt fodboldtøj til Moo Pa, og Manchester United F.C., som havde inviteret de 12 indespærrede drenge og deres træner til Old Trafford. Klubbens vice-præsident og manager, Kittipong Intaechai, afviste, at den var til salg, uanset pris, da formålet er at hjælpe lokale drenge i Chiang Rai til bedre muligheder gennem fodboldspil ikke at tjene penge.

### Duganpet Promtep
Duganpet Promtep, "Dom", som var holdkaptajn, blev senere tildelt et stipendium til fodboldakademiet i Leicestershire, hvorefter han flyttede til England. Den 12. februar 2023 blev Duangpetch Promthep fundet bevidstløs på sit kollegieværelse og blev indlagt på hospital. Tre dage senere, den 15. februar, døde han. Den var ikke noget mistænkeligt ved hændelsen, skrev nyhedsmedierne, det var en tragisk ulykke, der resulterede i en hovedskade. Dom blev lagt i respirator, før han blev indlagt på Kettering General Hospital, hvor han efterfølgende døde.
Efterfølgende kom det frem den 27. oktober, at Dom tog sit eget liv. Ved en undersøgelse af den 17-åriges død den 4. oktober ved Leicester Coroner's Court, noterede professor Catherine Mason, senior retsmediciner for Leicester City og South Leicestershire, en konklusion om selvmord. I en oversigt over efterforskningen sagde Mason: »Hr. Phromthep var ikke kendt af mentale sundhedstjenester, og det vides ikke, hvorfor han tog de handlinger, han gjorde. Det kunne ikke have været forudset eller forhindret.«